# V373 Scuti
V373 Scuti va ser nova que va aparèixer dins 1975 a la constel·lació meridional de l'Escut. Va ser anunciada el 15 de juny de 1975 per Paul Wild a l'Observatori de Berna-Zimmerwald, Suïssa. En aquell moment la magnitud era aproximadament 7.9. La magnitud de màxima de 7.1 es va produir un mes abans de l'11 de maig.
La corba de llum d'aquesta nova minvar d'acord amb la llei de potència típica després del pic, però va mostrar un comportament variable significatiu. Després d’uns 40-50 dies, van començar a aparèixer les línies d’emissió a l'espectre, cosa que va permetre mesurar la velocitat mitjana d’expansió de 955 ± 130 km/s. El gran parpelleig d’amplitud i altres indicadors suggereixen una influència magnètica, cosa que el converteix en un sistema candidat a polar intermedi. Una modulació de la lluminositat de 258,3 segons és molt probable que siga a causa de la rotació de la nana blanca. El sistema té un període orbital de 3,69 ± 0,07 h, i la corba de llum suggereix una elevada inclinació orbital.